# 阿拉约卢什 (堂区)
阿拉约卢什是葡萄牙埃武拉区的一个堂区。总面积146.47平方公里，总人口3549人，人口密度24.2人/平方公里。